# Новая Холманка
Новая Холманка — хутор в Озинском районе Саратовской области. Входит в состав Заволжского муниципального образования.

## География
Хутор находится на берегу реки Холманка, на расстоянии примерно 61 км (по прямой) на северо-восток от посёлка Озинки, административного центра района.

## Население
| 2010 |
| ---- |
| 0    |

### Национальный состав
Согласно результатам переписи 2002 года, в национальной структуре населения курды составляли 97 % из 79 чел.